# Synergie Park
Synergie Park est une zone d'activités essentiellement tertiaires située à Lezennes, au sud du campus de l'université de Lille, en France. Il se situe entre le campus de la Cité Scientifique et l'autoroute vers Gand, exactement au sud du campus. 
Cette zone d'activité est accessible par le terminus du métro Quatre Cantons – Stade Pierre Mauroy. Actuellement, elle continue son extension par la construction de bâtiments.